# Millennium Tower (San Francisco)
La Millennium Tower (IPA: [məˈlɛniəm ˈtaʊər]) è un grattacielo a uso prevalentemente residenziale situato nel quartiere South of Market della città statunitense di San Francisco. È al 2017 il sesto grattacielo più alto della città.

## Storia
Il progetto dell'edificio venne approvato nel 2003 dalla San Francisco Planning Commission e nel 2005 iniziarono i lavori di costruzione, guidati dalla Webcor Builders. L'edificio venne completato nel 2009 e aperto il 23 aprile dello stesso anno. In totale, la realizzazione dell'edificio ebbe un costo di 350 milioni di dollari. Nel 2013, l'ultimo appartamento libero della struttura venne venduto, portando a 750 milioni di dollari il guadagno totale ottenuto dalla vendita degli appartamenti.

## Problematiche strutturali
Nel 2016, è stato riportato che l'edificio stava affondando e si stava inclinando verso nord-est. È stato anche riportato che i pali di fondazione avrebbero dovuto essere tre volte più lunghi di quelli utilizzati poiché l'edificio poggia su un suolo composto da fango e sabbia. Nel novembre 2016, la città di San Francisco ha denunciato la Mission Street Developers LLC per aver nascosto il problema ai potenziali acquirenti. Nel 2017, un'ispezione condotta dalla città ha dichiarato che l'edificio è ancora sicuro da abitare, anche se sono stati evidenziati danni alle fondazioni e al sistema elettrico.
A ottobre 2020 è partito un piano di stabilizzazione della torre da 100 milioni di dollari; i lavori dovrebbero terminare entro la fine del 2022. Si è assistito comunque a una diminuzione del tasso di inclinazione, ma ciò non toglie che verranno installati dei pali di supporto, scavando in profondità fino a 76 metri, per evitare fluttuazioni dell'inclinazione che sono destinate a ripetersi nel corso del tempo.